# Candidate phyla radiation

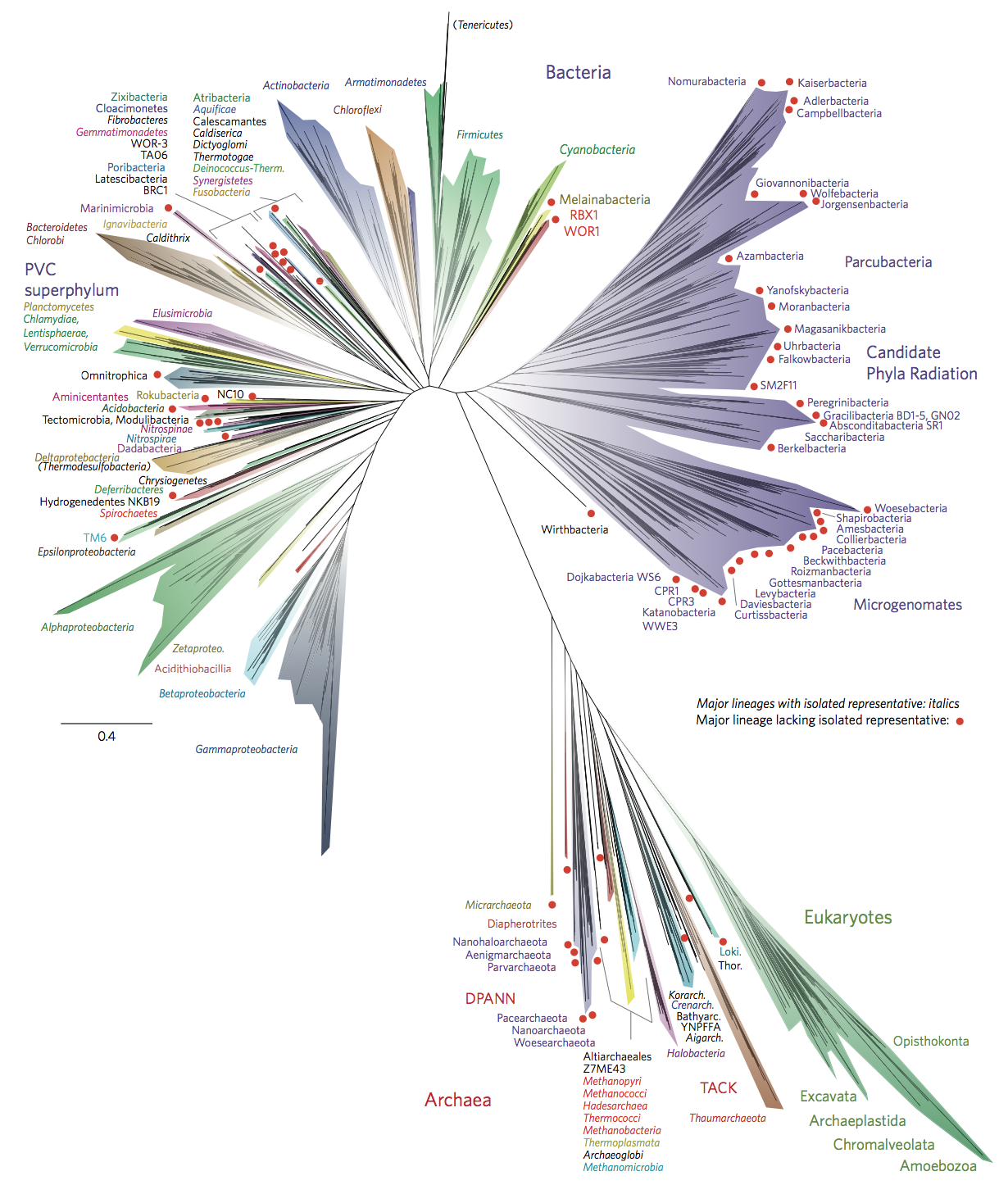
Systém zástupců CPR

Candidate phyla radiation (také jako CPR skupina) je velká monofyletická skupina bakteriálních kmenů obsahující v naprosté většině nekultivovatelné zástupce známé pouze z metagenomických studií. Nejdříve byly tyto bakterie považovány za členy superkmenu nazvaného Patescibacteria. Později se ukázalo, že se jedná o skupinu až 35 kmenů. V době svého popisu (2015) tato skupina představovala více než 15% známé bakteriální diverzity.
Skupina unikala pozornosti díky menším (nanometrovým) rozměrům buněk svých zástupců, velmi odlišné sekvenci genu 16S rRNA. Bakterie ve skupině CPR mají malý genom, často postrádají ribozomální proteiny a obvyklé bakteriální metabolické dráhy.
V roce 2015 se podařilo vykultivovat prvního zástupce CPR skupiny pojmenovaného TM7x patřícího do kmenu Saccharibacteria (dříve označeného TM7). Pochází z lidské ústní dutiny a žije jako obligátní parazitický epibiont na další bakterii Actinomyces odontolyticus strain (XH001). Genom TM7x má velikost 705 kbp.